# Teléfassa
Teléfassa (em grego clássico: Τηλέφασσα), na mitologia grega,  é a esposa de Agenor. Às vezes é chamada de Argiope, que de acordo com o seu nome significa "líder de homens" na Fenícia. Ela teve vários filhos, incluindo Europa, Cilix, Cadmo, Tasus, e Fênix. Zeus viu Europa colhendo flores, transformou-se em um touro branco, e levou-a para a ilha de Creta. Ele então revelou sua verdadeira identidade e Europa se tornou a primeira rainha de Creta.
Teléfassa acompanhou seu filho Cadmo na busca para encontrar Europa. A mãe e o filho viajaram para as ilhas de Rodes e Santorini, antes de chegar à Trácia, onde Teléfassa adoeceu e morreu. "Em Samotrácia ... a mãe foi chamada Elektra ou Elektryone", observa Karl Kerényi. Depois de enterrar sua mãe, Cadmo foi informado sobre o oráculo de Delfos pelos trácios. Ao consultar o oráculo, ele foi aconselhado a viajar até encontrar uma vaca. Então, seguiu essa vaca e fundou uma cidade onde a vaca deitou-se; esta cidade se tornou Tebas. Cilix, outro irmão de Europa, também procurou por ela e estabeleceu-se no sul da Ásia Menor. Mais tarde, a terra foi chamada de Cilícia por ele.